# Jan-Åke Lundberg
Jan-Åke Lundberg, född 27 december 1954, är en svensk före detta fotbollsspelare, mest känd som fruktad huvudspelare och notorisk målskytt för Kalmar FF i Fotbollsallsvenskan. Han har även representerat svenska landslaget i såväl fotboll som krocket.

## Karriär
Lundberg började spela fotboll som ung i Kalmar AIK 1963. Gick över till Kalmar FF från 1969. Han var i högsta grad delaktig i Kalmar FF:s avancemang till Allsvenskan 1975, då han bland annat avgjorde båda matcherna mot IFK Göteborg det året. Kalmar FF vann Div. 2-serien och därigenom avancemang, endast med ett poäng före IFK Göteborg. Jan-Åke kom dessutom tvåa i skytteligan med 15 seriemål totalt 1975. Den 28 februari 1976 debuterade han i fotbollslandslaget i en träningsmatch mot Tunisien. I Allsvenskan var han en fruktad huvudspelare och noterades för 29 mål på 130 matcher mellan 1976 och 1982. 1981 vann Lundberg Svenska cupen med Kalmar FF, efter en vinst med 4-0 i finalen mot IF Elfsborg. Fotbollskarriären fick dock ett abrupt slut 1982 efter en allvarlig knäskada.  Totalt gjorde han 259 mål på 476 matcher för Kalmar FF.

## Övrigt
Efter avslutad fotbollskarriär 1982, gick Lundberg över till att tävla i Krocket. Där har han sedan 1980-talet tävlat på hög nivå. 2003 tävlade Jan-Åke för Svenska landslaget i Krocket-EM på Jersey.

## Meriter

### Fotboll
Kalmar FF
- Svenska cupen 1981

### I landslag
Sverige
- A-landskamper/mål: 2/0

 Sverige
- U21-landskamper/mål: 8/2

### Krocket
SM-guld i Singel 1994, 1997 och 2002 

SM-guld i Dubbel 2003 och 2006.